# مارسل پرو
مارسل پرو (فرانسوی: Marcel Perrot‎؛ ۲۴ فوریه ۱۸۷۹ – ۱۶ ژوئیهٔ ۱۹۶۹) شمشیرباز اهل فرانسه بود.
وی در مسابقات کشوری و بین‌المللی در مجموع برندهٔ ۱ مدال نقره شده‌است.